# AbaQulusi
Gli abaQulusi o Qulusi sono una tribù del Sudafrica appartenente alla grande famiglia degli Zulu. Si trovano nel distretto di Abaqulusi, che porta il loro nome.

## Storia
La zia del re Shaka, Mkabayi kaJama, è all'origine della creazione della tribù. Forte personalità e sorella maggiore di Senzangakhona, padre di Shaka, è una delle poche a sostenere Nandi (madre di Shaka) e il futuro re durante la sua infanzia. Per ricompensarla Shaka gli affida delle responsabilità militari vicino all'attuale Ulundi. Ma col tempo, diventa pericolosa per il re, distilla anche il dubbio intorno a lei sul coinvolgimento di Shaka nella morte di sua madre Nandi. Per liberarsene, il re invia Mnkabayi a ebaQuluseni, vicino all'attuale Vryheid e Hlobane dove fonda la potente tribù degli abaQulusi che presto avrà un grande ruolo nelle guerre future.

## Battaglie alle quali presero parte gli abaQulusi
- Battaglia di Hlobane
- Battaglia di Kambula
- Battaglia di Holkrans